# Worsley (Australië)
Worsley is een plaats in de regio South West in West-Australië.

## Geschiedenis
In 1882 werd een houtzaagmolen in de streek gevestigd. Een jaar later werden de activiteiten stilgelegd omdat het transport naar Bunbury niet rendabel was.
In 1890, twee jaar na de opening van een spoorweg vanuit Bunbury, opende het Zuid-Australische 'Richard Honey & Co' er twee houtzaagmolens. Er werd een nevenspoor genaamd 'Worsley Siding' aangelegd. In de omgeving werd een postkantoor en een winkel gebouwd. Tegen 1902 leefden rondom de Worsley ongeveer 1.500 mensen.
In 1906 besliste de minister van ruimtelijke ordening ('minister of lands') dat er een dorp diende gesticht te worden. De eigenaars van de plaatselijke houtzaagmolens protesteerden maar een jaar later werden kavels opgemeten. In 1909 werd Worsley officieel gesticht. Het werd naar de nabijgelegen Worsley vernoemd.
Van 1900 tot 1952 was er een school actief in Worsley. Bij het uitbreken van de Tweede Wereldoorlog liep het dorp leeg.
Sinds de jaren 1980 is er een aluminiumoxidefabriek actief, 'Worsley Alumina'.

## Beschrijving
Worsley maakt deel uit van het lokale bestuursgebied (LGA) Shire of Collie, waarvan Collie de hoofdplaats is.
In 2021 telde Worsley 39 inwoners.
Het nationaal park Wellington ligt net ten zuiden van Worsley.

## Ligging
Worsley ligt nabij de 'Coalfields Road' die de Albany Highway en de South Western Highway verbindt, 180 kilometer ten zuidzuidoosten van de West-Australische hoofdstad Perth, 45 kilometer ten oosten van Bunbury en iets meer dan 15 kilometer kilometer ten oostnoordoosten van Collie.
De spoorweg die langs Worsley loopt maakt deel uit van het goederenspoorwegnetwerk van Arc Infrastructure.

## Klimaat
Worsley kent een gematigd mediterraan klimaat, Csb volgens de klimaatclassificatie van Köppen.